# Dacus esakii
Dacus esakii är en tvåvingeart som först beskrevs av Tokuichi Shiraki 1939.  Dacus esakii ingår i släktet Dacus och familjen borrflugor. Inga underarter finns listade i Catalogue of Life.